# دیوید مولر
دیوید مولر (انگلیسی: David Möller؛ زادهٔ ۱۳ ژانویهٔ ۱۹۸۲) ورزشکار لژسواری اهل آلمان است.
وی در مسابقات کشوری و بین‌المللی در مجموع برندهٔ ۱۰ مدال طلا، ۸ مدال نقره، ۸ مدال برنز شده‌است.